# Фріз Фрілінг
Фріз Фрілінг (справжнє ім'я Ізадор Фрілінг, англ. Isadore «Friz» Freleng (21 серпня 1906, Канзас-Сіті, Міссурі, США — 26 травня 1995, Лос-Анджелес, Каліфорнія, США) — американський аніматор, художник-мультиплікатор, режисер і продюсер більш ніж 300 мультфільмів. Відомий своєю роботою над серіями короткометражних мультфільмів Looney Tunes і Merrie Melodies виробництва студії Warner Brothers.
Мріяв стати художником з дитинства, мав пристрасть до малювання тварин, особливо коней. ВУ 17 років вступив до художньої школи.
Почав кар'єру художника в United Film Ad Service, працював на студії Волта Діснея, в 1930 році приєднався до студії Warner Brothers як провідний аніматор. У 1933 році став головним режисером підрозділу студії Warner Bros. Cartoons і розробив техніку синхронізації руху мультиплікаційних персонажів з музикою для серій мультфільмів Looney Tunes і Merrie Melodies. Для цих серій мультфільмів створив або переробив цілий ряд персонажів, багато з яких стали згодом головними героями мультфільмів: Багз Банні, Поркі Піг, Некерований Сем, Кіт Сільвестр, Твіті, Спіді Гонсалес.
Виграв чотири премії «Оскар» за найкращий анімаційний короткометражний фільм, працюючи в Warner Brothers, і протягом періоду роботи в ній створив 266 мультфільмів — більше, ніж будь-який інший її режисер.
У 1963 році, після закриття Warner Brothers підрозділу зі створення мультфільмів, спільно зі своїм партнером Де Паті заснував студію DePatie-Freleng Enterprises, в якій був продюсером і режисером телевізійних і театральних мультфільмів, короткометражних фільмів. Створив образ Рожевої пантери для анімованих титрів до фільму «Рожева пантера», а потім використовував персонажа для серії мультфільмів новоутвореної студії.
Виграв п'яту премію «Оскар» за перший мультфільм цієї серії, Рожевий пройдисвіт (1964, англ. The Pink Phink) і продовжував виробляти мультфільми про Рожеву Пантеру аж до виходу на пенсію в 1981 році.

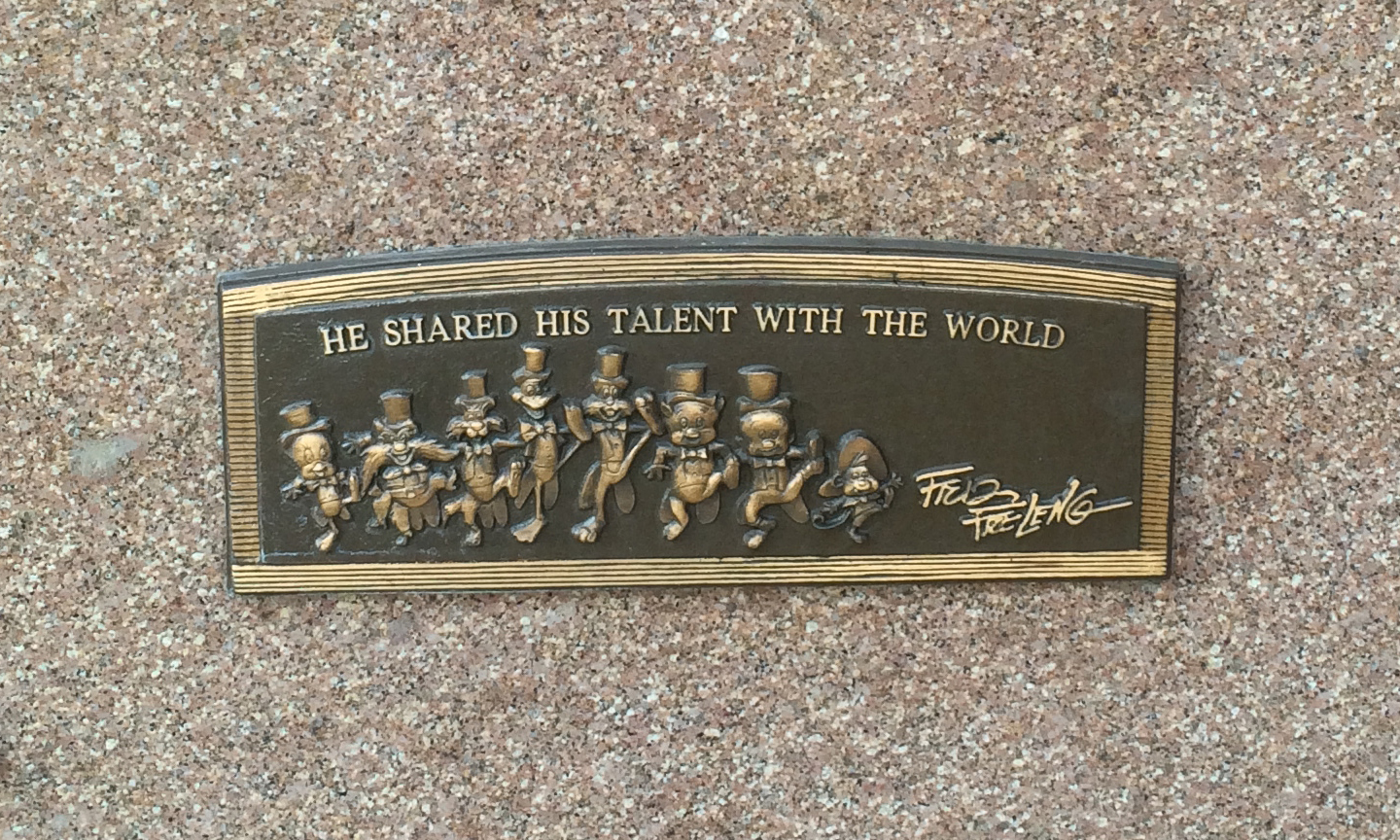
Підпис